# Kānī Dānīāl
Kānī Dānīāl (persiska: کانی دانیال) är en ort i Iran.   Den ligger i provinsen Kermanshah, i den västra delen av landet, 500 km väster om huvudstaden Teheran. Kānī Dānīāl ligger 1 281 meter över havet och antalet invånare är 177.
Terrängen runt Kānī Dānīāl är varierad.Runt Kānī Dānīāl är det ganska tätbefolkat, med 60 invånare per kvadratkilometer. Närmaste större samhälle är Sharak-e Tamarkhān, 4,3 km norr om Kānī Dānīāl. Omgivningarna runt Kānī Dānīāl är i huvudsak ett öppet busklandskap.